# Departamento de Atlantique
Atlantique (en español Atlántico) es uno de los doce departamentos de Benín. Contiene 8 comunas en una extensión de 3.233 km² y una población de 1 398 229 habitantes (censo de 2013), lo que supone una densidad de población de 432,4 hab./km². El código ISO 3166-2 del departamento es BJ-AQ.
Desde el 22 de junio de 2016, el chef-lieu del departamento es Allada. Anteriormente la capital era Ouidah.

## Localización
Se ubica en el sur del país y tiene los siguientes límites:
| Noroeste: Kouffo | Norte: Zou            | Noreste: Ouémé    |
| Oeste: Mono      |                       | Este: Ouémé       |
| Suroeste: Mono   | Sur: Océano Atlántico | Sureste: Littoral |

## Subdivisiones
Se divide en ocho comunas:
- Abomey-Calavi
- Allada
- Kpomassè
- Ouidah
- Sô-Ava
- Toffo
- Tori-Bossito
- Zè